# Monoblet
Monoblet est une commune française située dans le centre du département du Gard en région Occitanie.
Exposée à un climat méditerranéen, elle est drainée par la Rivière Crespenou, le Conturby, le ruisseau de Valestalière et par divers autres petits cours d'eau. Incluse dans les Cévennes, la commune possède un patrimoine naturel remarquable composé de deux zones naturelles d'intérêt écologique, faunistique et floristique.
Monoblet est une commune rurale qui compte 780 habitants en 2022, après avoir connu une forte hausse de la population depuis 1975.  Ses habitants sont appelés les Monoblétois ou  Monoblétoises.

## Géographie

### Localisation
Le territoire de la commune est limitrophe de ceux de huit autres communes :
| Colognac                | Vabres, Lasalle | Saint-Félix-de-Pallières                       |
|                         | Monoblet        | Fressac                                        |
| Saint-Hippolyte-du-Fort |                 | Durfort-et-Saint-Martin-de-Sossenac Conqueyrac |

### Géologie et relief
Le relief monoblétois est constitué de collines. Deux collines proches, Rouquette et Saint-Chamand, sont communément appelées Les Jumelles et sont emblématiques du village.
Elles sont de taille et de formes équivalentes, particulièrement quand on les regarde dans l'axe nord-ouest / sud-est, axe opposé à celui vu du centre du village : nord-est / sud-ouest.

### Hydrographie
Une rivière, le Crespenou, prend sa source à Monoblet même.
Six ruisseaux traversent également la commune :
- Le Conturby
- Le ruisseau de Valestalière
- Le ruisseau de Garonne
- Le ruisseau des Tuileries
- Le ruisseau de Ribou
- Le Russargues[3]

### Climat
Pour des articles plus généraux, voir Climat de l'Occitanie et Climat du Gard.
En 2010, le climat de la commune est de type climat méditerranéen franc, selon une étude s'appuyant sur une série de données couvrant la période 1971-2000. En 2020, Météo-France publie une typologie des climats de la France métropolitaine dans laquelle la commune est exposée à un climat méditerranéen et est dans la région climatique Provence, Languedoc-Roussillon, caractérisée par une pluviométrie faible en été, un très bon ensoleillement (2 600 h/an), un été chaud (21,5 °C), un air très sec en été, sec en toutes saisons, des vents forts (fréquence de 40 à 50 % de vents > 5 m/s) et peu de brouillards.
Pour la période 1971-2000, la température annuelle moyenne est de 13 °C, avec une amplitude thermique annuelle de 16,6 °C. Le cumul annuel moyen de précipitations est de 1 197 mm, avec 7,8 jours de précipitations en janvier et 3,9 jours en juillet. Pour la période 1991-2020, la température moyenne annuelle observée sur la station météorologique la plus proche, située sur la commune de Colognac à 6 km à vol d'oiseau, est de 12,3 °C et le cumul annuel moyen de précipitations est de 1 502,4 mm,. Pour l'avenir, les paramètres climatiques de la commune estimés pour 2050 selon différents scénarios d’émission de gaz à effet de serre sont consultables sur un site dédié publié par Météo-France en novembre 2022.

### Voies de communication et transports

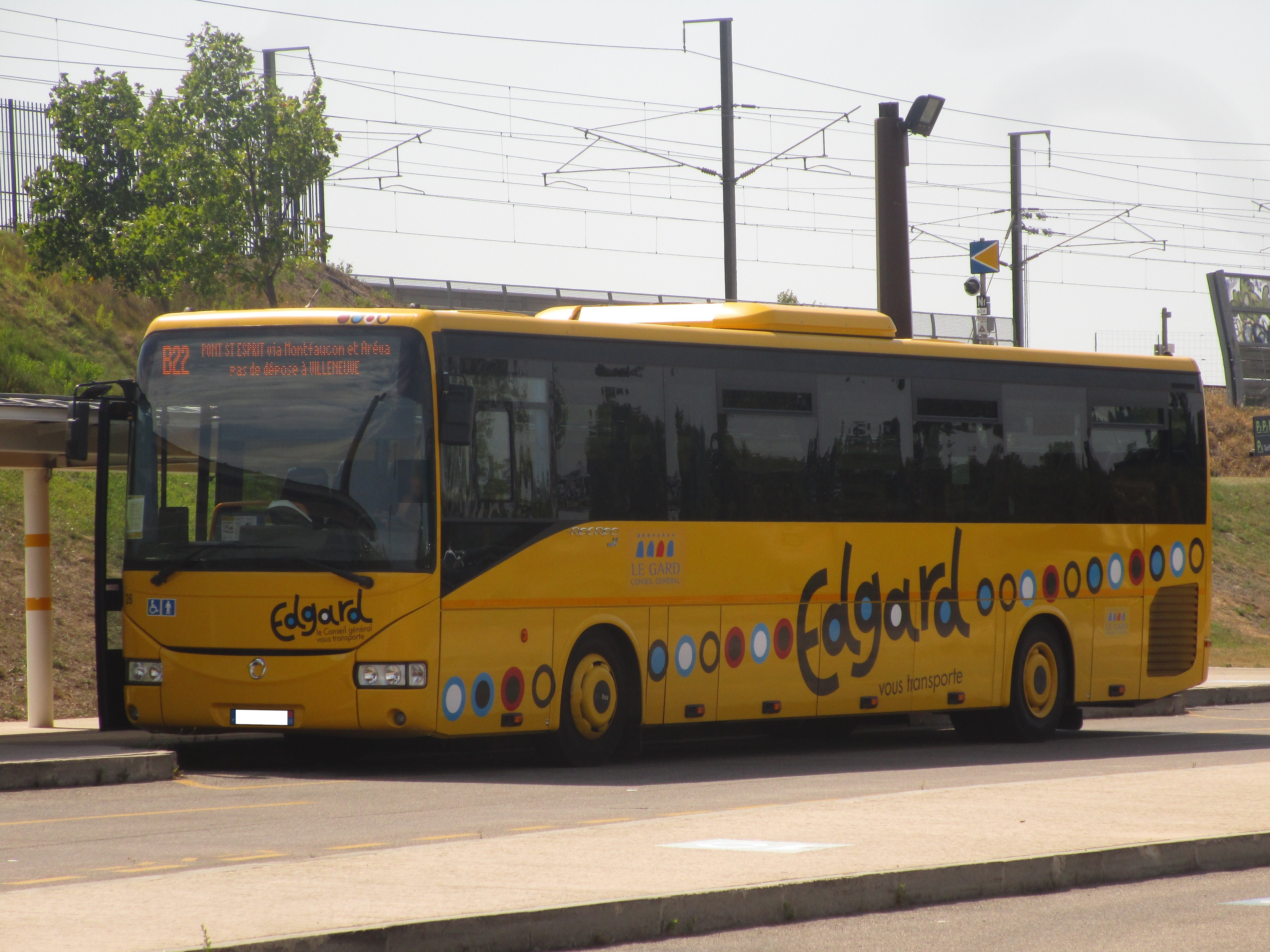
Des bus Edgard desservent Monoblet.

Monoblet est traversé par les départementales 122, 133, 185 et 213.
Le village est desservi par le réseau de bus Edgard.

### Milieux naturels et biodiversité

#### Espaces protégés
La protection réglementaire est le mode d’intervention le plus fort pour préserver des espaces naturels remarquables et leur biodiversité associée,.
Dans ce cadre, la commune fait partie de l'aire d'adhésion du Parc national des Cévennes. Ce  parc national, créé en 1967, est un territoire de moyenne montagne formé de cinq entités géographiques : le massif de l'Aigoual, le causse Méjean avec les gorges du Tarn et de la Jonte, le mont Lozère, les vallées cévenoles ainsi que le piémont cévenol.
La commune fait partie de la zone de transition des Cévennes, un territoire d'une superficie de 116 032 ha reconnu réserve de biosphère par l'UNESCO en 1985 pour la mosaïque de milieux naturels qui la composent et qui abritent une biodiversité exceptionnelle, avec 2 400 espèces animales, 2 300 espèces de plantes à fleurs et de fougères, auxquelles s’ajoutent d’innombrables mousses, lichens, champignons,.

#### Zones naturelles d'intérêt écologique, faunistique et floristique

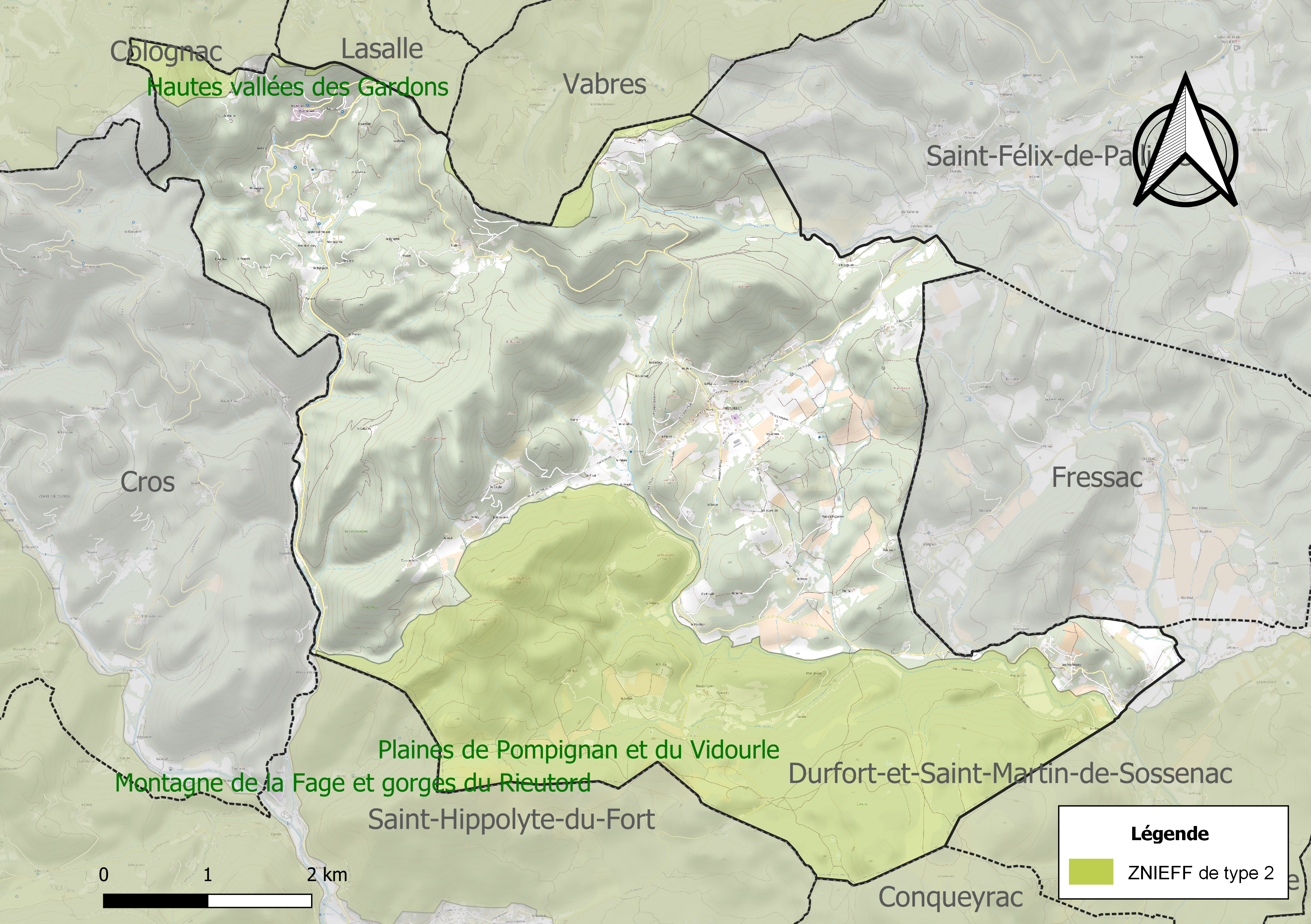
Carte des ZNIEFF de type 2 localisées sur la commune.

L’inventaire des zones naturelles d'intérêt écologique, faunistique et floristique (ZNIEFF) a pour objectif de réaliser une couverture des zones les plus intéressantes sur le plan écologique, essentiellement dans la perspective d’améliorer la connaissance du patrimoine naturel national et de fournir aux différents décideurs un outil d’aide à la prise en compte de l’environnement dans l’aménagement du territoire.
Deux ZNIEFF de type 2 sont recensées sur la commune :
- les « Hautes vallées des Gardons » (73 898 ha), couvrant 48 communes dont 27 dans le Gard et 21 dans la Lozère[17] ;
- les « plaines de Pompignan et du Vidourle » (12 043 ha), couvrant 12 communes dont 9 dans le Gard et 3 dans l'Hérault[18].

## Urbanisme

### Typologie
Au 1er janvier 2024, Monoblet est catégorisée commune rurale à habitat dispersé, selon la nouvelle grille communale de densité à sept niveaux définie par l'Insee en 2022.
Elle est située hors unité urbaine et hors attraction des villes,.

### Occupation des sols

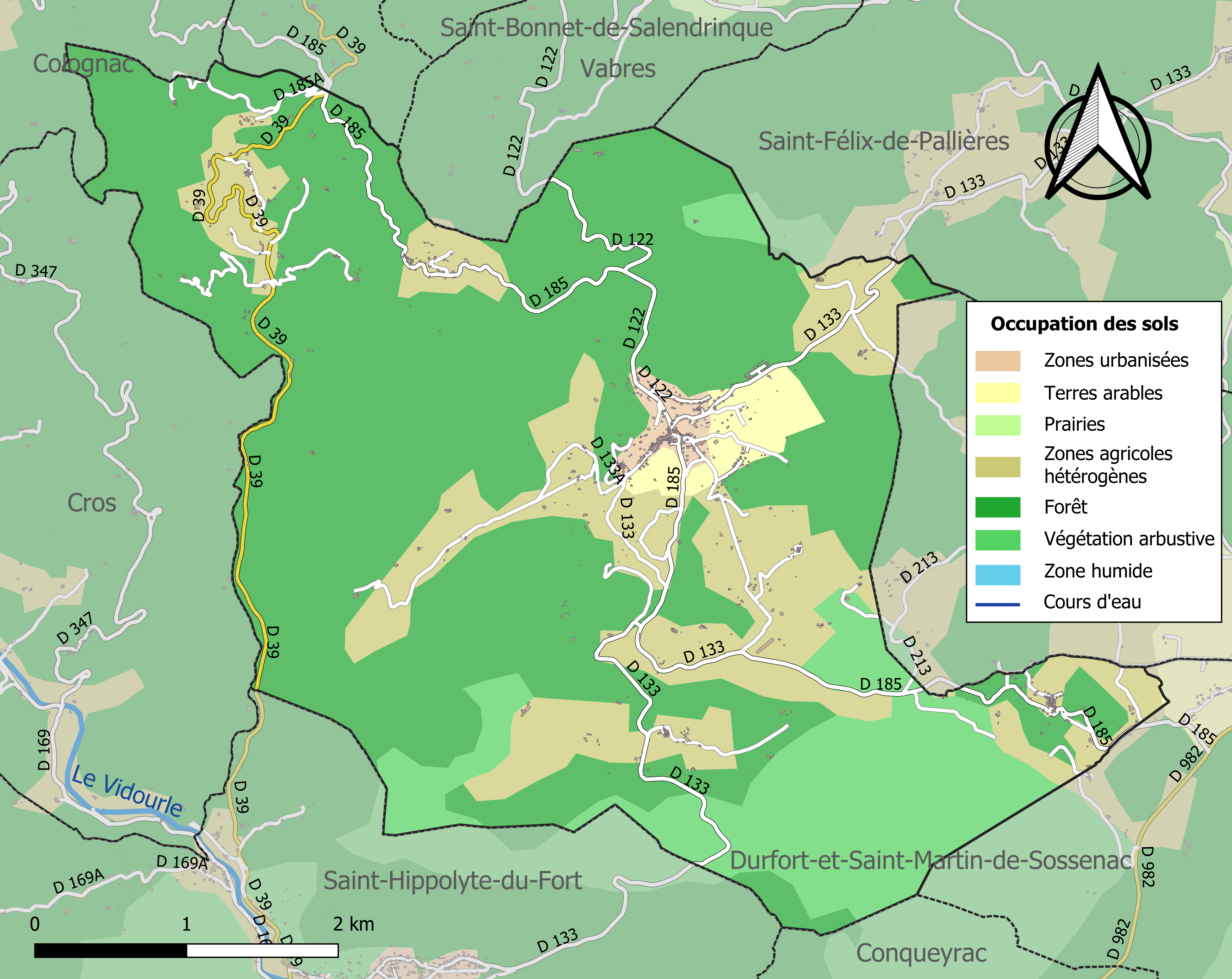
Carte des infrastructures et de l'occupation des sols de la commune en 2018 (CLC).

L'occupation des sols de la commune, telle qu'elle ressort de la base de données européenne d’occupation biophysique des sols Corine Land Cover (CLC), est marquée par l'importance des forêts et milieux semi-naturels (75,5 % en 2018), une proportion sensiblement équivalente à celle de 1990 (75,9 %). La répartition détaillée en 2018 est la suivante : 
forêts (61,4 %), zones agricoles hétérogènes (21,1 %), milieux à végétation arbustive et/ou herbacée (14,1 %), cultures permanentes (2,2 %), zones urbanisées (1,2 %).
L'IGN met par ailleurs à disposition un outil en ligne permettant de comparer l’évolution dans le temps de l’occupation des sols de la commune (ou de territoires à des échelles différentes). Plusieurs époques sont accessibles sous forme de cartes ou photos aériennes : la carte de Cassini (XVIIIe siècle), la carte d'état-major (1820-1866) et la période actuelle (1950 à aujourd'hui).

### Risques majeurs
Le territoire de la commune de Monoblet est vulnérable à différents aléas naturels : météorologiques (tempête, orage, neige, grand froid, canicule ou sécheresse), inondations, feux de forêts, mouvements de terrains et séisme (sismicité faible). Il est également exposé à un risque particulier : le risque de radon. Un site publié par le BRGM permet d'évaluer simplement et rapidement les risques d'un bien localisé soit par son adresse soit par le numéro de sa parcelle.

#### Risques naturels
Certaines parties du territoire communal sont susceptibles d’être affectées par le risque d’inondation par débordement de cours d'eau et par une crue torrentielle ou à montée rapide de cours d'eau, notamment la rivière Crespenou. La commune a été reconnue en état de catastrophe naturelle au titre des dommages causés par les inondations et coulées de boue survenues en 1982, 1992, 1994, 1995, 2002 et 2014,.

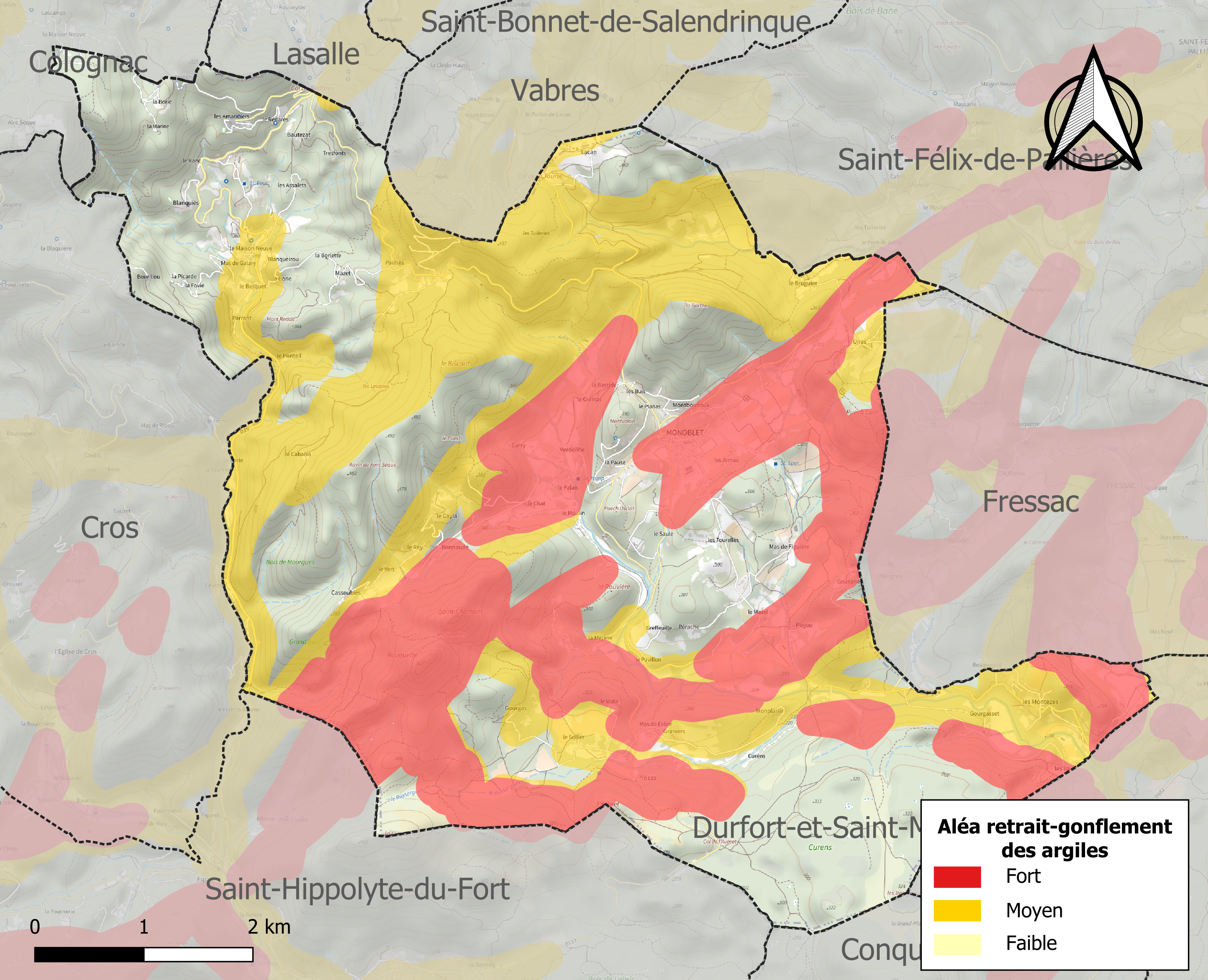
Carte des zones d'aléa retrait-gonflement des sols argileux de Monoblet.

La commune est vulnérable au risque de mouvements de terrains constitué principalement du retrait-gonflement des sols argileux. Cet aléa est susceptible d'engendrer des dommages importants aux bâtiments en cas d’alternance de périodes de sécheresse et de pluie. 58,4 % de la superficie communale est en aléa moyen ou fort (67,5 % au niveau départemental et 48,5 % au niveau national). Sur les 411 bâtiments dénombrés sur la commune en 2019, 247 sont en aléa moyen ou fort, soit 60 %, à comparer aux 90 % au niveau départemental et 54 % au niveau national. Une cartographie de l'exposition du territoire national au retrait gonflement des sols argileux est disponible sur le site du BRGM,.
Par ailleurs, afin de mieux appréhender le risque d’affaissement de terrain, l'inventaire national des cavités souterraines permet de localiser celles situées sur la commune.

#### Risque particulier
Dans plusieurs parties du territoire national, le radon, accumulé dans certains logements ou autres locaux, peut constituer une source significative d’exposition de la population aux rayonnements ionisants. Certaines communes du département sont concernées par le risque radon à un niveau plus ou moins élevé. Selon la classification de 2018, la commune de Monoblet est classée en zone 3, à savoir zone à potentiel radon significatif.

## Toponymie
Provençal Mounoublet, Manoublet, du roman Monoblet, du bas latin Monobletum, Monogletum, Monoguletum.

## Histoire

### Moyen Âge
Le village est mentionné sous le nom de Sanctus-Johannes de Monoguleto en 1320 dans les papiers de la famille Daudé d'Alzon, et sous le nom de Monogletum en 1384 dans le dénombrement de la sénéchaussée.
On peut encore voir aujourd'hui sur la Jumelle de Saint Chamand, les restes d'un prieuré ainsi que d'un petit fort attenant, peut-être bâti pendant la guerre de Cent Ans.
Ce prieuré était dédié à « Sanctus Amantius de Duabus Virginibus » (Saint Amans des deux Vierges) et dépendait du primitif monastère bénédictin Saint-Pierre de Sauve.

### Temps modernes

#### Religion

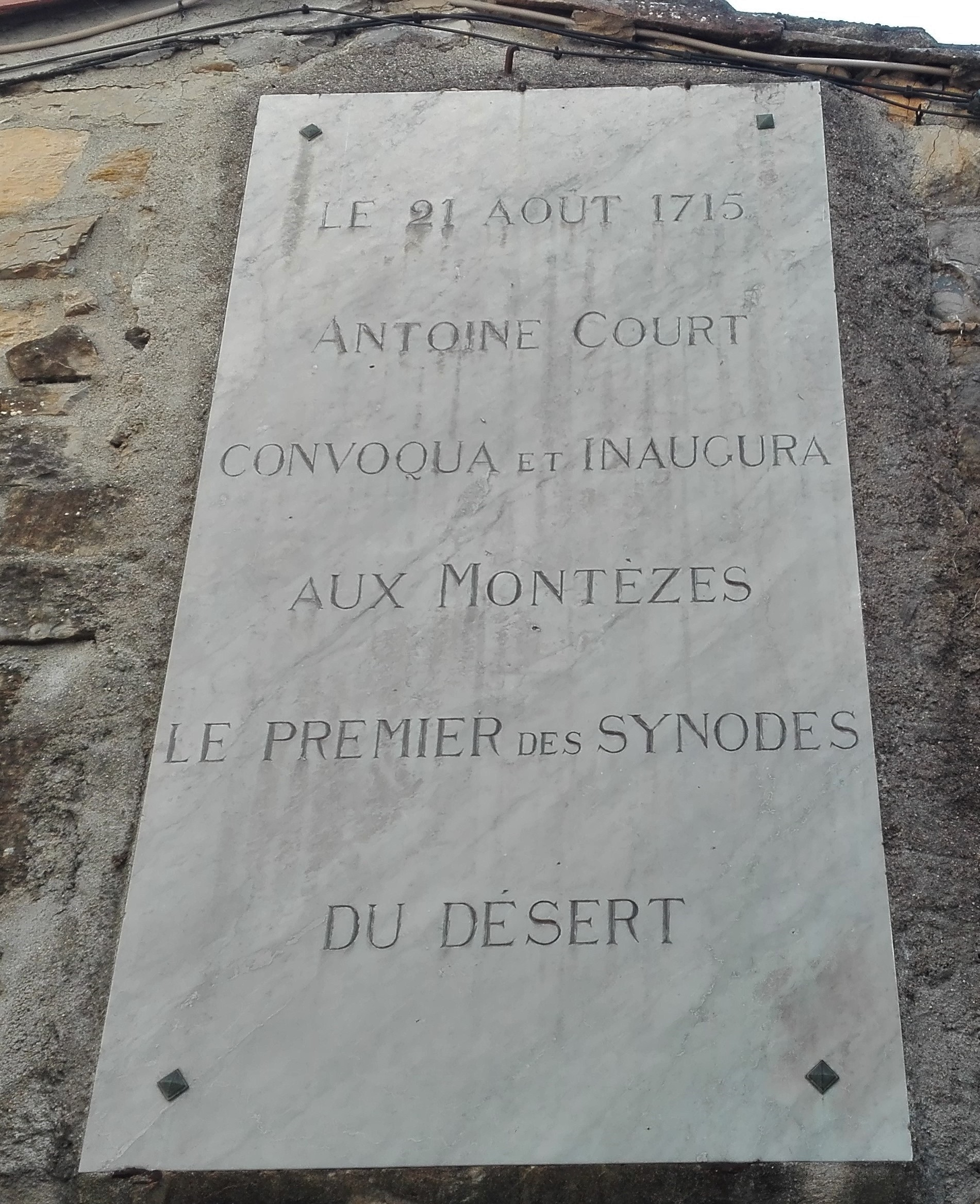
Plaque commémorative du premier synode du désert, dans le hameau des Montèzes.

Les Montèzes, un hameau rattaché à la commune de Monoblet, a été le théâtre du premier synode du désert, le 24 août 1715. Cet événement, en réaction à la révocation de l'Édit de Nantes en 1685, a été décisif pour l'avenir des Églises réformées. Un jeune prédicant, Antoine Court, l'a présidé. Après cette réunion des Montèzes, plusieurs synodes provinciaux se sont réunis en 1717, 1718, 1720 et 1721.

#### Commerce et industrie
L'industrie de la soie tient une place importante à Monoblet. Mais le 30 mars 1700, quand un arrêt du Conseil fixe des règles strictes concernant la fabrication de bas de soie au métier à tisser, seules Nîmes et Uzès sont désignées autorisées à en confectionner. Une décision qui provoque des oppositions de la part des fabricants des autres villes.
Le 10 février 1713, sur initiative de Nîmes, les bonnetiers de Monoblet et d'autres villes et villages (dont Saint-Hippolyte, Ganges, Sauve, Anduze, Lasalle, Le Vigan) signent une convention qui les autorise à fabriquer des bas de soie au métier à tisser (chose qu'ils faisaient déjà, à contre-courant de l'arrêt de 1700) et les met en même temps sous le joug des bonnetiers de Nîmes. Ils doivent se faire recevoir maîtres dans la communauté de Nîmes, se soumettre à leurs règlements et participer à leurs dépenses.

### Révolution française et Empire
En 1828, Monoblet compte 1 040 habitants dont 950 réformés, mais pas de temple. Le culte réformé se célèbre en plein air ou dans les granges.
Ce n'est qu'en 1843 que le temple de Monoblet est construit.

### Époque contemporaine
De 1967 à 1996, Fernand Deligny a vécu à Monoblet, dans le hameau des Graniers, développant des manières novatrices de prendre en charge les enfants autistes.

## Politique et administration

### Liste des maires
| Période                                  | Période                     | Identité         | Étiquette | Qualité |
| ---------------------------------------- | --------------------------- | ---------------- | --------- | --- |
| Les données manquantes sont à compléter. |                             |                  |           | |
| 1945                                     | 1959                        | Jeanne Delcamp   | SFIO      | Directrice d'école Première femme, avec Jeanne Palanque à Uzès, élue maire d'une commune gardoise L'une des premières femmes maires de France |
| 1959                                     | 1977                        | Marcel Pougnet   |           | |
| 1977                                     | 1996                        | Jean Martin      |           | |
| 1996                                     | 2008                        | Roland Ménard    |           | |
| 2008                                     | En cours (au 30 avril 2014) | Philipe Castanon | DVG       | Professeur des écoles Conseiller communautaire                                                                                                |

## Population et société

### Démographie
L'évolution du nombre d'habitants est connue à travers les recensements de la population effectués dans la commune depuis 1793. Pour les communes de moins de 10 000 habitants, une enquête de recensement portant sur toute la population est réalisée tous les cinq ans, les populations de référence des années intermédiaires étant quant à elles estimées par interpolation ou extrapolation. Pour la commune, le premier recensement exhaustif entrant dans le cadre du nouveau dispositif a été réalisé en 2008.

En 2022, la commune comptait 780 habitants, en évolution de +9,7 % par rapport à 2016 (Gard : +2,97 %, France hors Mayotte : +2,11 %).
| 1793  | 1800  | 1806  | 1821  | 1831  | 1836  | 1841  | 1846  | 1851  |
| ----- | ----- | ----- | ----- | ----- | ----- | ----- | ----- | ----- |
| 1 122 | 1 062 | 1 102 | 1 116 | 1 139 | 1 162 | 1 144 | 1 070 | 1 090 |

| 1856  | 1861  | 1866 | 1872 | 1876 | 1881 | 1886 | 1891 | 1896 |
| ----- | ----- | ---- | ---- | ---- | ---- | ---- | ---- | ---- |
| 1 040 | 1 010 | 871  | 850  | 912  | 845  | 807  | 811  | 777  |

| 1901 | 1906 | 1911 | 1921 | 1926 | 1931 | 1936 | 1946 | 1954 |
| ---- | ---- | ---- | ---- | ---- | ---- | ---- | ---- | ---- |
| 789  | 739  | 683  | 614  | 605  | 605  | 513  | 573  | 547  |

| 1962 | 1968 | 1975 | 1982 | 1990 | 1999 | 2006 | 2008 | 2013 |
| ---- | ---- | ---- | ---- | ---- | ---- | ---- | ---- | ---- |
| 485  | 484  | 444  | 495  | 542  | 539  | 593  | 609  | 673  |

| 2018 | 2022 | - | - | - | - | - | - | - |
| ---- | ---- | - | - | - | - | - | - | - |
| 746  | 780  | - | - | - | - | - | - | - |

### Enseignement
L'école maternelle et primaire de Monoblet, rattachée à l'Académie de Montpellier (zone C), compte 87 élèves.

### Santé
Plusieurs professionnels de santé exercent à Monoblet. On compte notamment un cabinet infirmier.

### Manifestations culturelles et festivités
Des fêtes votives sont organisées en été à Monoblet,,.
Depuis 2000, le temple de Monoblet accueille une exposition annuelle de peinture intitulée "D'ici et d'ailleurs". Elle regroupe essentiellement des artistes originaires de Monoblet et de ses alentours,.
De fin 2017 à début 2020 une petite vitrine ornée de peluches animées et autres créations originales égaie le hameau des Montèzes.

### Cultes
Monoblet dispose de trois lieux de cultes :
- L'église catholique[51],
- un temple de l'Église protestante unie de France (EPUdF)[52],
- un autre temple de l'Union nationale des Églises protestantes réformées évangéliques de France (UNEPREF)[53].

## Économie

### Revenus de la population et fiscalité
En 2011, Monoblet comptait 258 ménages, et son revenu fiscal médian par ménage était de 21 751 €.
Monoblet était alors au 29 470 e rang parmi les 31 886 communes de plus de 49 ménages en métropole.

### Emploi

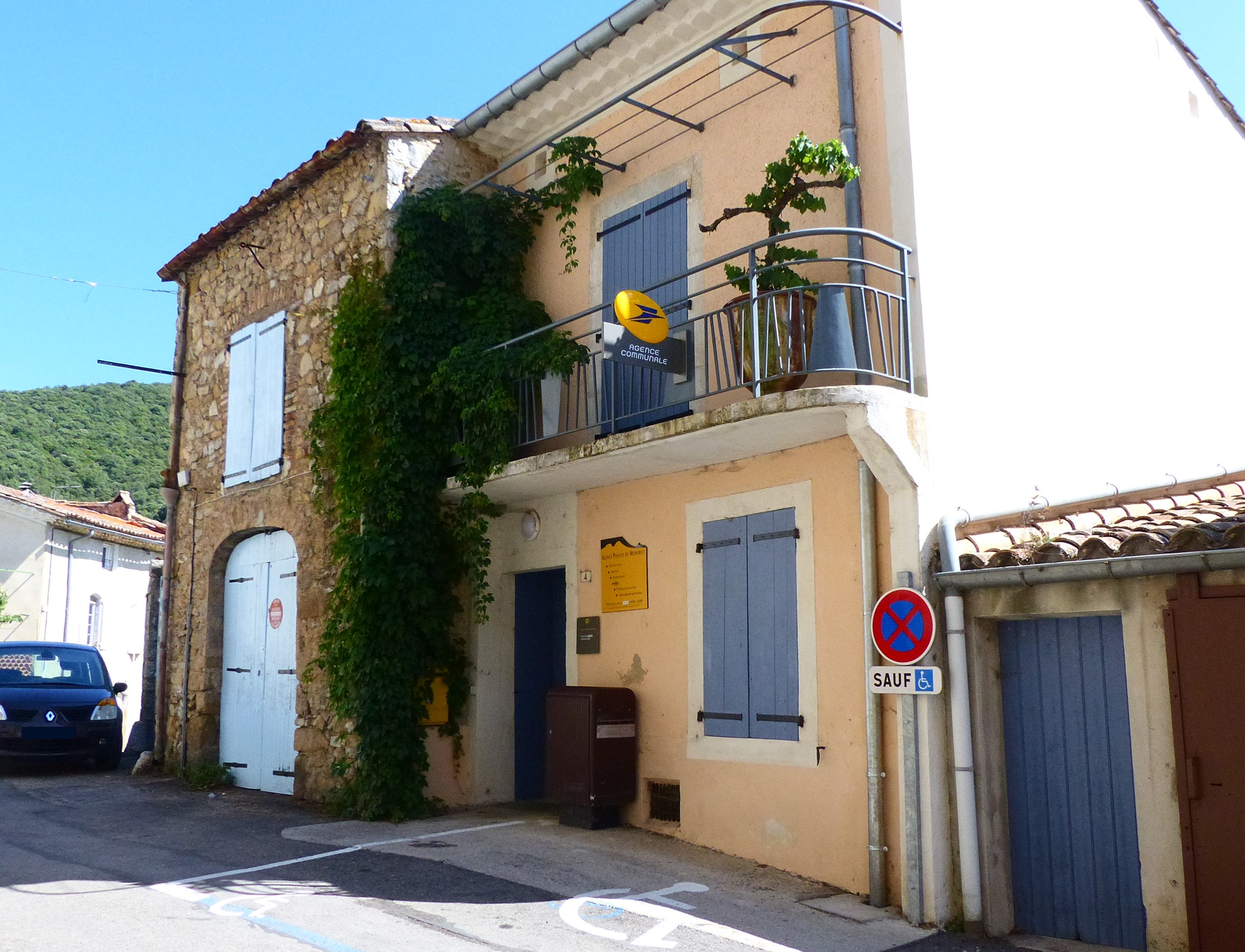
Le bureau de poste de Monoblet.

En 2014, la population âgée de 15 à 64 ans s'élevait à 437 personnes, parmi lesquelles on comptait 70,1 % d'actifs. 47 personnes étaient au chômage, soit 15,2 % des actifs de cette tranche d'âge.
On comptait 183 emplois dans la zone d'emploi, contre 157 en 2009. Le nombre d'actifs ayant un emploi résidant dans la zone d'emploi étant de 261, l'indicateur de concentration d'emploi est de 69,8 %.

### Entreprises
En 2015, Monoblet comptait 108 établissements actifs : 88 étaient sans salarié, 19 avaient entre 1 et 9 salariés et un avait entre 10 et 19 salariés.

### Secteurs d'activités
En 2015, parmi ses 108 établissements actifs, Monoblet comptait 52 établissements dans les commerces et services, 17 dans la construction, 16 dans l'agriculture et 16 dans l'administration publique.

## Culture locale et patrimoine

### Lieux et monuments
Les lieux suivants se trouvent à Monoblet :
- le temple protestant octogonal à l'orée du village, lieu de diverses manifestations culturelles : expositions de peinture[48],[49], concerts, soirées contes ;
- l’église Saint-André proche de la mairie ;
- le dolmen du Col de l'Aubret.

Un article de 1904 évoque un dolmen situé à proximité du hameau des Graniers.
Il est également à noter qu'il existe dans le hameau des Montèzes un chemin menant au château de Fressac.
- Le château de Blanquiès. Hameau qui domine le vallon de Valestalière. Vers 1900, une des maisons du hameau a fait l'objet de l'ajout de deux tours, l'une carrée l'autre ronde, lui donnant une allure de Château. Cette propriété appartenait à la famille de Pépin, qui descend d' Antoine Pépin, ministre de la parole de Dieu à Monoblet, en 1583. Puis elle passe au noble Jean de Pépin, sieur du Cayla, époux de Domergue de Folaquier, fille du seigneur de La Calmette, puis au noble Théodore de Pépin, seigneur de Monoblet, sieur de Fontsèque, au XVIIe siècle. En 1700, un arrêt du parlement, parle de "Théodore de Pépin, inféodataire du mas des Boquiers ou Blanquiers, dans le terroir de Valestalière". Au XIXe siècle, la famille Moutier est propriétaire de la plus grande partie du hameau de Blanquiers. Puis au cours du XIXe siècle, l'ensemble passe à la famille Dadre qui détenait déjà une maison du hameau, elle lui a donné son aspect actuel.

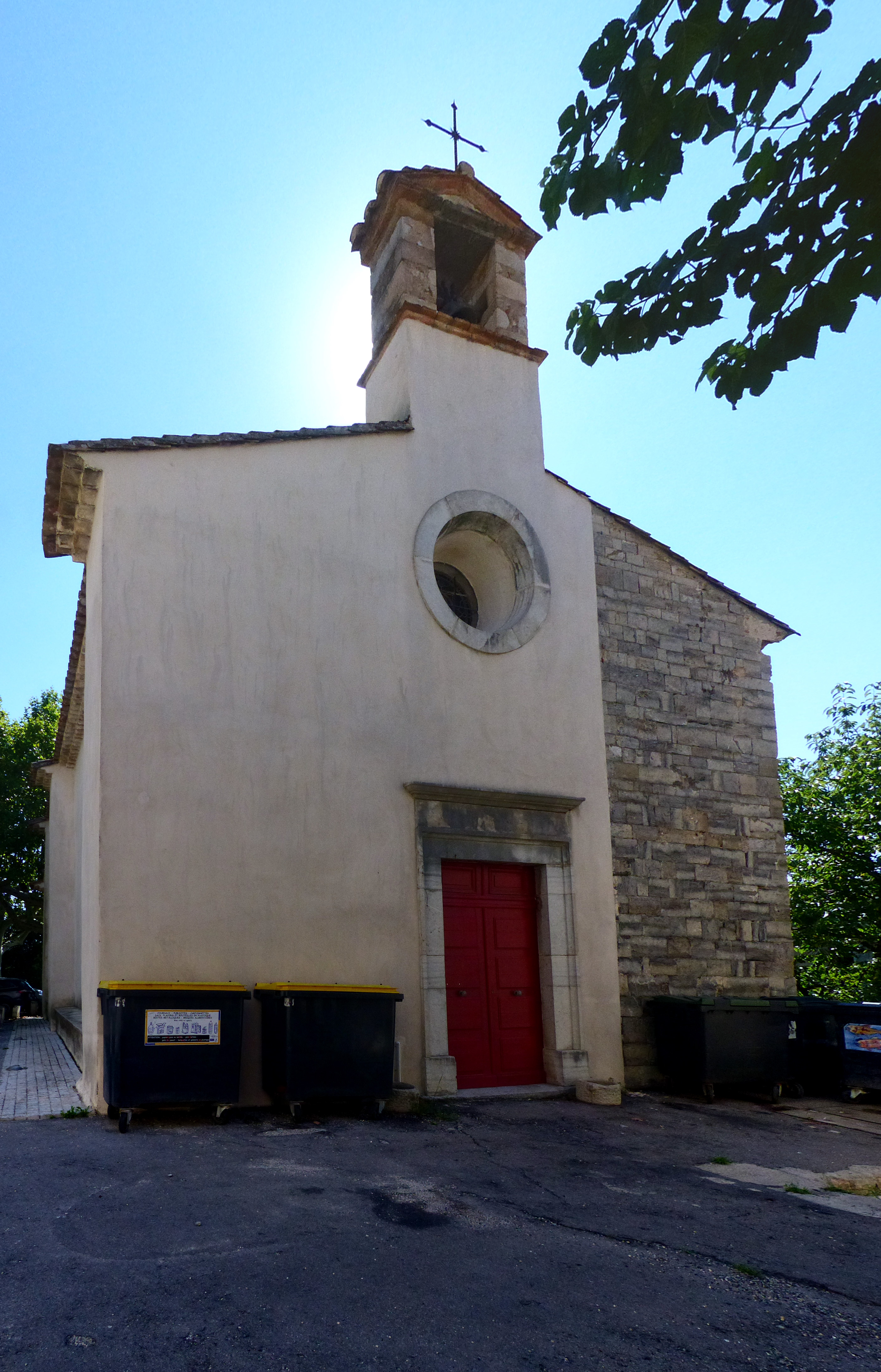
Église Saint-André de Monoblet.
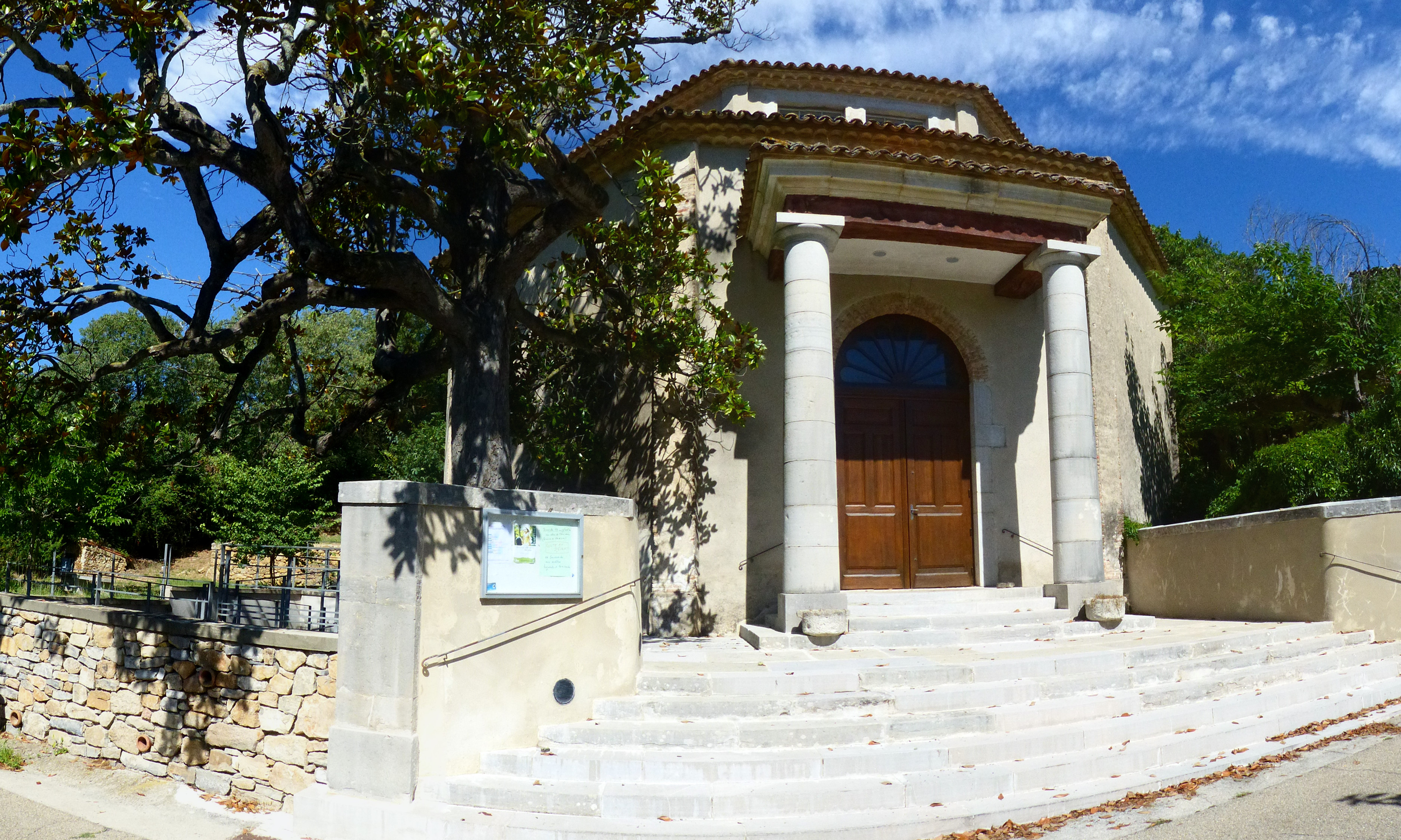
Temple de Monoblet.
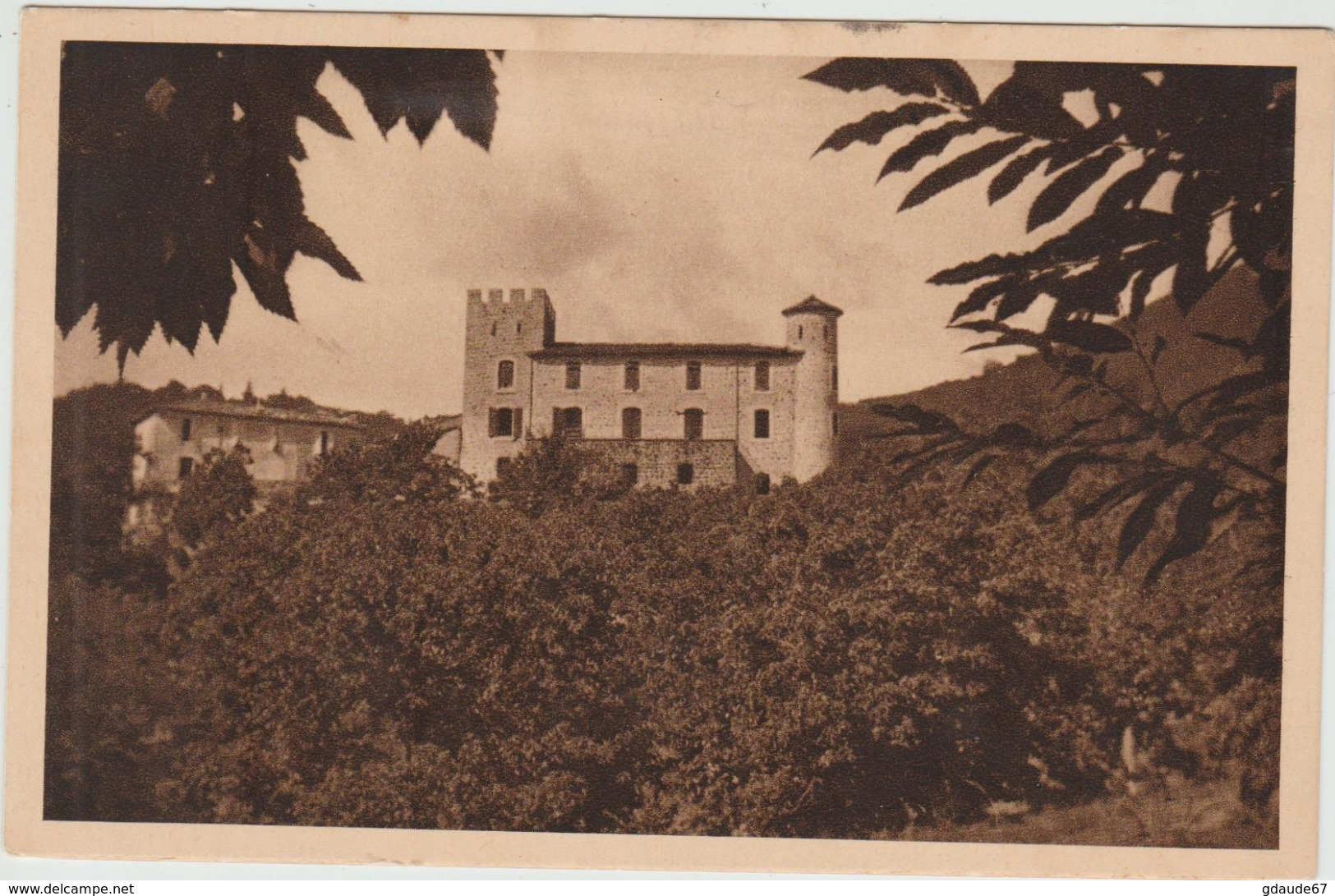
Château de Blanquiès. Propriété de la famille Dadre.
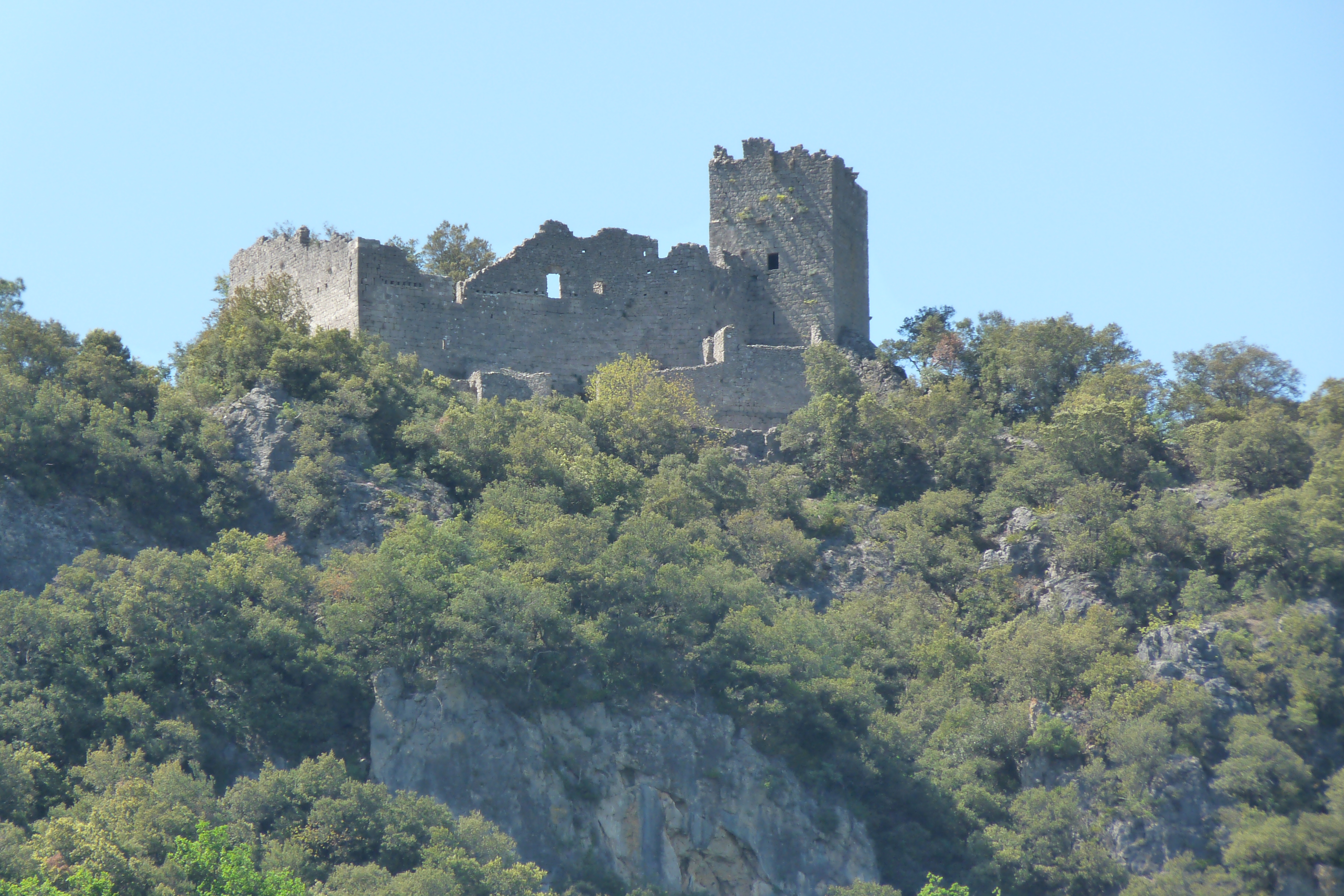
Le château de Fressac, accessible depuis un chemin partant du hameau des Montèzes (Monoblet).
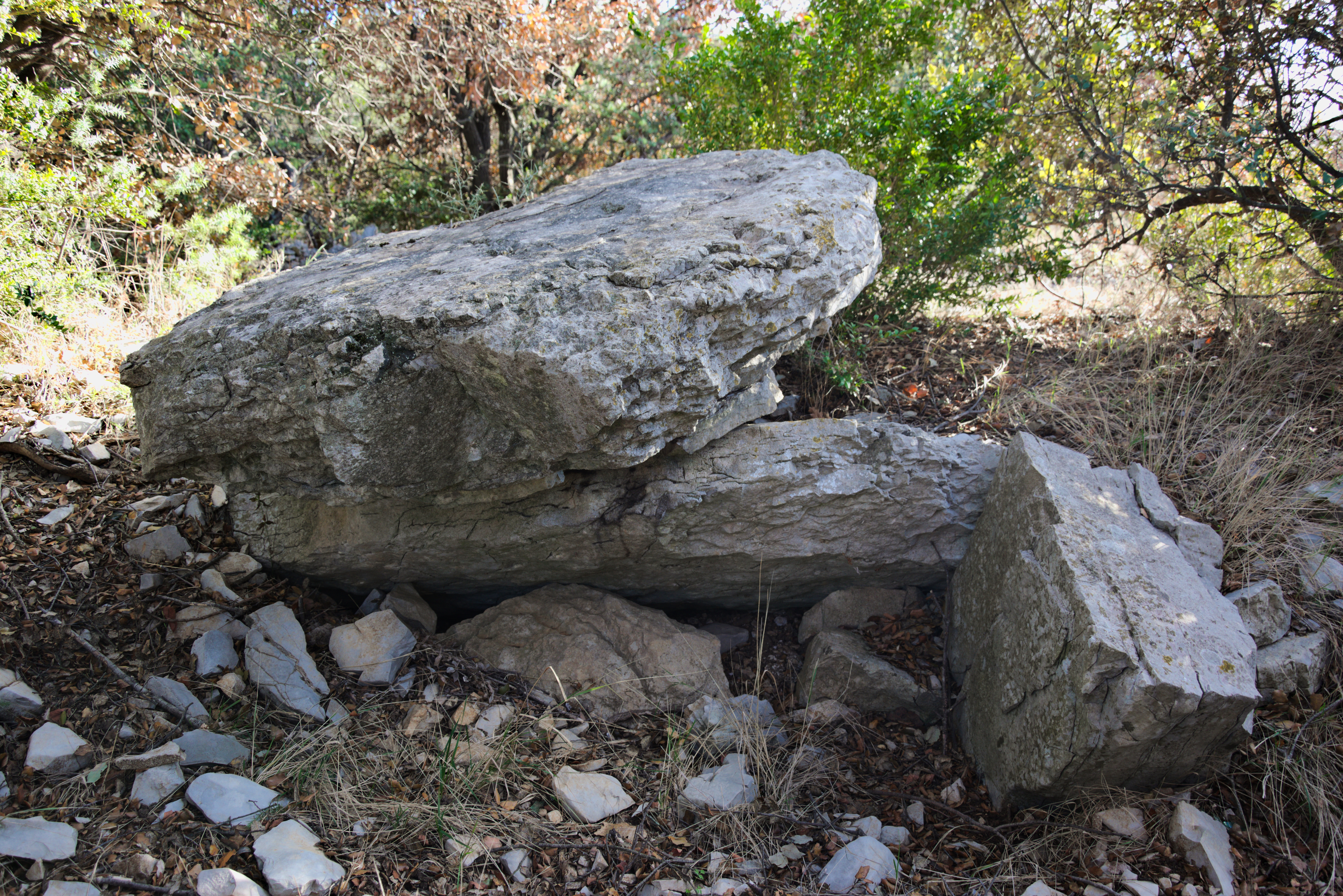
Dolmen du Col de l'Aubret.
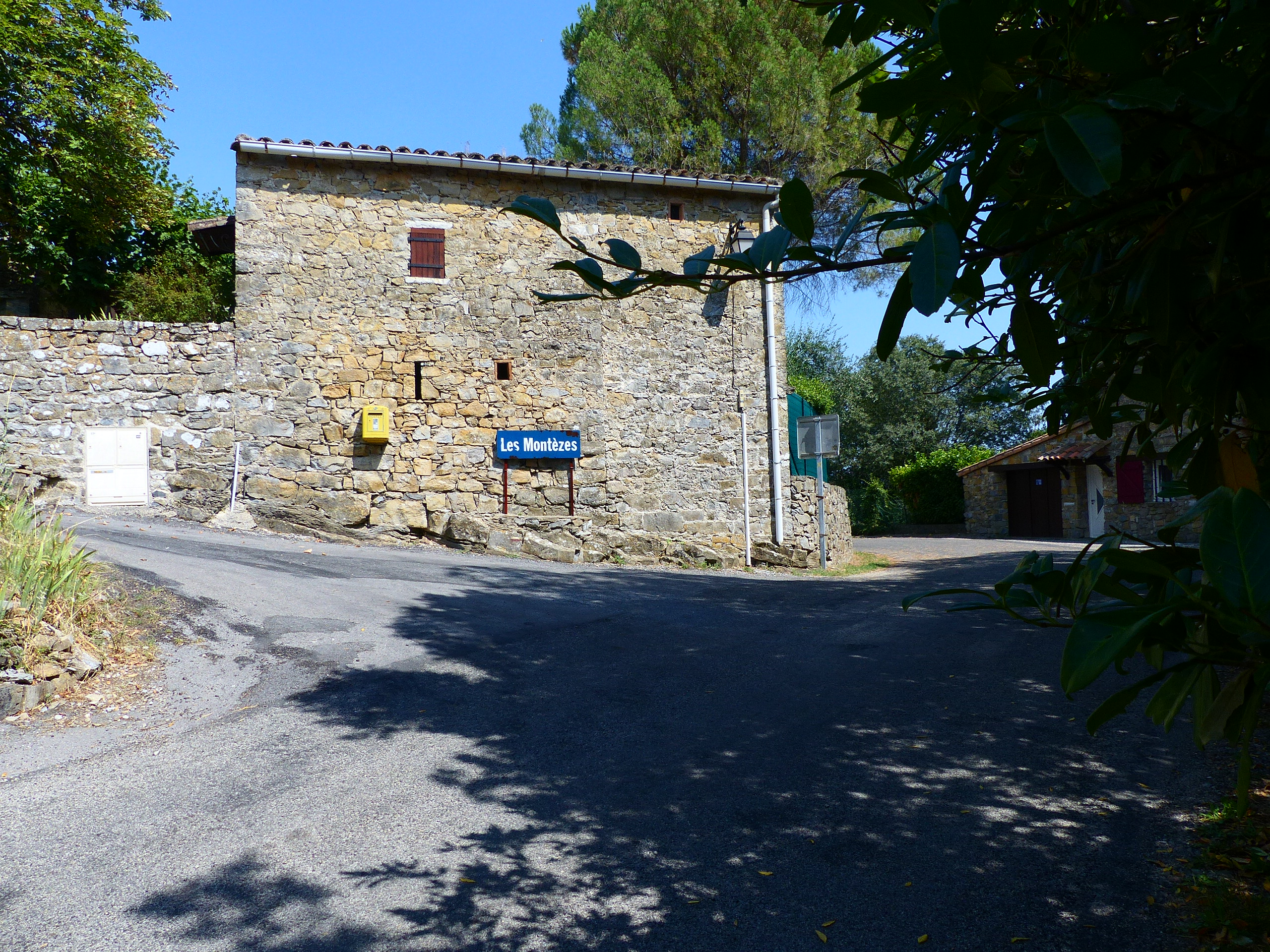
L'arrivée aux Montèzes depuis Monoblet.

### Personnalités liées à la commune
- Max Olivier-Lacamp (1914-1983), journaliste et écrivain. Il a vécu à Monoblet dont une rue porte son nom.
- Alain Duhamel (1940), journaliste politique et essayiste. Il séjourne à Monoblet depuis 1967 et s'y est marié[55].
- Ysabelle Lacamp (1954-2023), écrivain. Elle a vécu à Monoblet[56] et y est inhumée.
- Eve Luquet, artiste.
- Fernand Deligny, a travaillé auprès d'enfants autistes dans le hameau des Graniers et est mort à Monoblet[57].
- Émile Meslé (1919-1994), ethnologue, historien, anthropologue, érudit et humaniste français, y a possédé une maison de 1969 à 1993 où il aimait se ressourcer.

### Héraldique
| Blason de Monoblet | Blason  | D'argent, à un griffon de gueules.               |
| Blason de Monoblet | Détails | Le statut officiel du blason reste à déterminer. |